# Stefano Locatelli
Pour les articles homonymes, voir Locatelli.
Stefano Locatelli, né le 26 février 1989 à Bergame, est un coureur cycliste italien.

## Palmarès
- 2006
  - Tre Giorni Orobica :
    - Classement général
    - 1reb étape (contre-la-montre)
- 2007
  - Tre Giorni Orobica :
    - Classement général
    - 1reb (contre-la-montre) et 3e étapes

  - 2e de Brescia-Monte Magno
- 2008
  - Cirié-Pian della Mussa
  - Zanè-Monte Cengio
  - 2e du Trofeo Gavardo Tecmor
  - 3e de la Cronoscalata Gardone Val Trompia-Prati di Caregno
- 2009
  - Gran Premio Palio del Recioto
  - Trofeo Pizzeria Rosalpina
  - Cronoscalata alla Roncola
  - 2e de la Cronoscalata Gardone Val Trompia-Prati di Caregno
- 2010
  - Trofeo Pizzeria Rosalpina
  - Bassano-Monte Grappa
  - 2e du championnat d'Italie sur route espoirs
  - 2e du Gran Premio Capodarco
  - 3e du Giro delle Valli Cuneesi
- 2011
  - Trofeo Velo Plus
  - 2e étape du Giro delle Valli Cuneesi
  - 3e du Mémorial Gerry Gasparotto
  - 3e de la Medaglia d'Oro Frare De Nardi
  - 3e du Gran Premio Palio del Recioto
  - 3e du Giro delle Valli Cuneesi
  - 3e du Grand Prix Santa Rita

## Résultats sur les grands tours

### Tour d'Italie
2 participations
- 2012 : non-partant (16e étape)
- 2013 : 102e

## Classements mondiaux
| Année           | 2008 | 2009 | 2010 | 2011 | 2012 | 2013 |
| --------------- | ---- | ---- | ---- | ---- | ---- | ---- |
| UCI Asia Tour   |      |      |      |      | 116e |      |
| UCI Europe Tour | 711e | 391e | 360e | 272e | 547e | 555e |